# New-Jersey-Filme
Als New-Jersey-Filme bezeichnet man eine Reihe von Filmen des Regisseurs und Drehbuchautors Kevin Smith und seiner zusammen mit Scott Mosier gegründeten Produktionsfirma View Askew. Die Filme spielen größtenteils im US-Bundesstaat New Jersey. Die Reihe war ursprünglich als Trilogie geplant, umfasst mittlerweile aber acht Filme sowie einen Trickfilm. Mit Veröffentlichungen in weiteren Medien, vor allem in Form von Comics, bildete sich eine eigene Welt heraus, die als View Askewniverse oder auch nur kurz als Askewniverse bezeichnet wird.

## Die New-Jersey-Filme
- 1994: Clerks
- 1995: Mallrats
- 1997: Chasing Amy
- 1999: Dogma
- 2001: Jay und Silent Bob schlagen zurück
- 2006: Clerks II
- 2013: Jay and Silent Bob’s Super Groovy Cartoon Movie
- 2019: Jay and Silent Bob Reboot
- 2022: Clerks III

Außerdem wurde 2004 der Film Jersey Girl gedreht, der zwar in New Jersey, jedoch ohne die üblichen Darsteller/Charaktere spielt.
Die Filme haben eine teilweise übergreifende Handlung, sind aber nur lose miteinander verbunden. Handlung, Personen und Ereignisse aus anderen Filmen finden sich teilweise in den anderen Filmen wieder oder werden dort persifliert. Einige Personen tauchen in allen Filmen der Reihe auf.
In den Filmen fällt immer wieder auf, dass auch cineastische Meilensteine wie Star Wars persifliert oder zitiert werden. Inzwischen gibt es das sogar andersherum. Star-Wars-Fans haben im Internet einen Sketch veröffentlicht, in dem sie in Star-Wars-Kostümen Szenen aus Clerks nachspielen. In Dogma wird oft auf John Hughes’ Filme angespielt, der eine Filmreihe in dem fiktiven Shermer spielen ließ. Dorthin wollen sich Jay und Silent Bob in Dogma begeben, um dort zu dealen, da ihnen in Hughes’ Filmen aufgefallen war, dass dort niemand mit Drogen handelt und dort alle Frauen gut aussehen, müssen aber feststellen, dass es kein Shermer gibt.
2016 wurde unter der Regie von Christopher Downie der Film Shooting Clerks produziert, der die Geschichte der Entstehung von Clerks zeigte. Der Film wurde von Kevin Smith koproduziert. Viele der Darsteller aus der Reihe treten in neuen Rollen auf, während ihre mittlerweile klassischen Rollen und realen Persönlichkeiten von neuen Darstellern verkörpert werden.

## Schauspieler und Figuren aus den New-Jersey-Filmen
- Jay und Silent Bob kommen in allen Filmen der Reihe vor, allerdings nicht immer in der Hauptrolle. Den dauernd redenden Jay spielt Jason Mewes, der bis auf einzelne Ausnahmen schweigende Silent Bob wird von Regisseur und Drehbuchautor Kevin Smith selbst verkörpert.
- Ben Affleck und Matt Damon, beides Freunde von Kevin Smith, spielen in verschiedenen Rollen in mehreren Teilen der Reihe mit und werden gleichzeitig auch oft in den Dialogen ihrer Berühmtheit wegen verspottet. Auch die Produktionsfirma Miramax findet sich oft in den Dialogen wieder.
- Weitere Schauspieler, die in mehreren Teilen eine Rolle spielen, sind Chris Rock, Jason Lee, Brian O’Halloran, Jeff Anderson, Joey Lauren Adams, Dwight Ewell, Ethan Suplee, Jennifer Schwalbach Smith, Rosario Dawson, Justin Long, Kate Micucci, Harley Quinn Smith, Shannen Doherty, Scott Mosier, Jason Biggs, George Carlin und Walter Flanagan. Brian O’Halloran spielt in den drei Clerks-Filmen Dante Hicks, in den anderen Filmen einen anderen Charakter mit dem Nachnamen Hicks.